# 이희근 (야구인)
이희근(李熙槿, 1985년 6월 7일 ~ )은 전 KBO 리그 KT 위즈의 포수이자, 현 KBO 리그 한화 이글스의 배터리코치이다.

## 선수 시절

### 아마추어 시절
성균관대학교에 4학년 때인 2007년에 제 62회 대학 야구 선수권 대회에서 팀이 44년 만에 우승하는데 기여했고 최우수선수상도 수상했다.

### 한화 이글스시절
2008년 신인 드래프트에서 2차 2라운드 지명을 받아 입단하였다. 주로 백업 포수로 활동했으며, 2008 시즌에는 마무리 투수인 브래드 토마스의 전담 포수로 활동했다.

### 상무 야구단시절
2011년 12월 26일에 입대하였고, 2013년 9월 25일에 제대했다.

### 한화 이글스복귀
2013년에 복귀하였다.

### kt 위즈시절
2015년 12월 4일 당시 SK 와이번스의 내야수였던 안정광과 함께 이적하였다. 별 활약없이 2016년 시즌 후 방출됐다.

## 야구선수 은퇴 후
2017년부터 한화 이글스의 육성군 배터리코치로 활동했다.

## 출신 학교
- 서울동명초등학교
- 자양중학교
- 중앙고등학교
- 성균관대학교